# دورين مكاي
دورين مكاي (بالإنجليزية: Doreen McKay)‏ هي ممثلة أمريكية، ولدت في 21 ماي سنة 1914 – مايو 1986 م و توفيت في سنة 1986م.

## أعمالها
مثلت سنة 1938في فلم Pals of the Saddle وفي فلم The Higgins Family، و في سنة 1939 مثلت في فلم The Night Riders

## وصلات خارجية
- دورين مكاي على موقع IMDb (الإنجليزية)
- دورين مكاي على موقع تيرنر كلاسيك موفيز (الإنجليزية)
- دورين مكاي على موقع قاعدة بيانات الفيلم (الإنجليزية)